# الجسد (فلم)
الجسد فيلم مصري تم إنتاجه عام 1955، إخراج حسن الإمام وبطولة هند رستم وكمال الشناوي وحسين رياض.

## تمثيل
- هند رستم
- كمال الشناوي
- حسين رياض
- مختار عثمان
- فاطمة رشدي
- سراج منير
- سعاد أحمد
- فيفي يوسف

## روابط خارجية
- الجسد على موقع IMDb (الإنجليزية)
- الجسد على موقع قاعدة بيانات الفيلم (الإنجليزية)
- الجسد على موقع ليتربوكسد (الإنجليزية)